# Champagne-et-Fontaine
Champagne-et-Fontaine är en kommun i departementet Dordogne i regionen Nouvelle-Aquitaine i sydvästra Frankrike. Kommunen ligger i kantonen Verteillac som tillhör arrondissementet Périgueux. År 2022 hade Champagne-et-Fontaine 343 invånare.

## Befolkningsutveckling
Antalet invånare i kommunen Champagne-et-Fontaine
Referens:INSEE